# Charles-François Houbigant
Charles-François Houbigant, né à Paris en 1686, mort dans la même ville le 31 octobre 1783, à quatre-vingt-dix-sept ans, est un prêtre catholique français de la congrégation de l'Oratoire, bibliste et orientaliste.

## Biographie
Il était le fils de Guillaume Houbigant, marchand mercier de Paris (fils d'un blanchisseur de toiles d'Avilly, près de Senlis), et de Geneviève Collement ou Colman (fille d'Antoine Collement, mercier parisien, chez qui Guillaume fut apprenti). Il fut élève au collège Louis-le-Grand (tenu par les jésuites), puis, pour sa philosophie, au collège de Juilly (tenu par les oratoriens). De retour à Paris, il entra dans la congrégation de l'Oratoire le 31 octobre 1704. Il enseigna successivement les humanités à Juilly, la rhétorique à Marseille (à partir de 1715), puis la philosophie à Soissons. Vers 1720, il composa un Traité des études pour les professeurs novices qui ne fut pas imprimé à l'époque, mais recopié en plusieurs exemplaires (retouché en 1736) et diffusé dans les collèges de l'Oratoire.
En 1722, le R.P. Pierre-François d'Arerez de la Tour, supérieur général de la congrégation, le nomma conférencier au séminaire Saint-Magloire ; pour se préparer à cette charge très prestigieuse, il se retira quelque temps au séminaire Notre-Dame-des-Vertus-lès-Paris (à Aubervilliers), mais il y contracta une grave maladie qui le laissa complètement sourd et l'obligea à renoncer au poste qui lui était destiné. Il décida alors de se consacrer tout entier à l'étude de l'Écriture Sainte.
Il apprit l'hébreu et devint à cet égard un disciple de François Masclef (auquel il se lia personnellement), auteur d'une nouvelle méthode très contestée d'apprentissage de cette langue, qui faisait l'économie des points-voyelles introduits tardivement par les massorètes. En 1732, il publia ses Racines hébraïques sans points-voyelles, complément lexical de la Grammaire hébraïque de Masclef (avec une longue introduction sur le caractère récent et l'inutilité des points-voyelles). Il entreprit ensuite d'établir une édition complète de la Bible hébraïque. Comme il n'existait pas de caractères hébraïques non ponctués chez les imprimeurs, la congrégation de l'Oratoire en passa commande en 1741 chez le graveur-fondeur Pierre-Simon Fournier le Jeune, qui en créa trois fontes « d'après les plus beaux manuscrits du Roi ». En 1743, Houbigant installa une imprimerie privée à Avilly (le village natal de son père, où il possédait une maison) et fit un tirage du Livre des Psaumes avec la fonte dite hébreu de Cicéro de Pierre-Simon Fournier. Il en fit un nouveau tirage plus important en 1748 (une centaine d'exemplaires). Plus tard, en 1763, il tira aussi à Avilly un volume intitulé Proverbia, Ecclesiastes, Job, mais où ne figurent que les dix premiers chapitres, et le début du onzième, du Livre des Proverbes.
En 1746, il publia des Prolégomènes sur l'Écriture Sainte, ouvrage en latin consacré au problème de l'établissement du texte authentique de la Bible hébraïque, corrompu et obscur en nombre d'endroits, dit-il, du fait de la négligence des copistes à travers les siècles. L'auteur expose d'abord des règles de critique textuelle, ensuite recommande de comparer et classer les manuscrits les plus anciens, et de faire le même travail sur les autres versions (comme la Septante), qui peuvent parfois même éclairer les mots hébreux. Une place importante est donnée au Pentateuque samaritain, présenté comme le texte original du Pentateuque (dans la lignée de Jean Morin, oratorien du XVIIe siècle). Il traita ensuite de la même matière sous la forme d'une série de six dialogues en français, les Conférences de Metz entre un juif, un protestant et deux docteurs de Sorbonne.
Sa Bible hébraïque fut imprimée à Paris, en 1753 et 1754, sous les auspices de la congrégation de l'Oratoire. Le texte est en deux colonnes : l'hébreu est conforme à l'édition Van der Hoogt de 1705, avec les corrections proposées par le Père Houbigant en fin de chaque chapitre  ; la traduction latine, en deuxième colonne, tient compte des corrections proposées. Plusieurs livres sont précédés de préfaces. Matériellement, cette édition est considérée comme un chef-d'œuvre de typographie. Elle coûta 40 000 francs à l'Oratoire, et on n'en tira que 500 exemplaires. La version latine, réputée pour la grande qualité de la langue, fut également publiée séparément.
Correspondant avec plusieurs Anglais, le Père Houbigant finit par apprendre leur langue. Il traduisit en français des sermons de Thomas Sherlock, évêque de Londres, les Pensées concernant la religion naturelle et révélée de Duncan Forbes (Lord Culloden) et la Méthode brève et facile pour réfuter les déistes et les juifs de Charles Lesley ou Leslie (ces deux derniers textes copieusement annotés de sa main). Il écrivit aussi une Vie du cardinal de Bérulle (fondateur de la congrégation française de l'Oratoire), mais elle n'obtint jamais l'imprimatur, car il y mettait trop en évidence les obstacles que mirent les jésuites à la naissance de la congrégation (le manuscrit contient les objections des censeurs et les réponses fermes du Père Houbigant). Il tira dans son imprimerie privée un texte de 103 pages in-8, intitulé Introduction (apparemment à un ouvrage projeté appelé Esprit de l'Ancien Testament), où il soutient la thèse de la préexistence de l'âme de Jésus-Christ, défendue par quelques Pères de l'Église.
En 1772, il institua cent livres de rente sur ses biens pour fonder à Avilly, où il avait une maison, une école pour les filles, dont il rédigea et imprima le règlement. Il vécut jusqu'à quatre-vingt-dix-sept ans passés, mais dans les derniers temps, à la suite d'une chute, il perdit de ses facultés.

## Publications
- Racines hébraïques sans points-voyelles, ou Dictionnaire hébraïque par racines (où sont expliqués, suivant les anciens et nouveaux interprètes, tous les mots hébreux et chaldaïques du texte original des Livres Saints), Paris, chez Cl. Simon et Barth. Alix, 1732.
- Psalmi hebraici mendis quam plurimis expurgati, Lugd. Bat. (sic pour Avilly), 1743, in-16.
- Prolegomena in Scripturam Sacram, Paris, chez A.-C. Briasson et L. Durand, 1746 (2 vol. in-4).
- Conférences de Metz entre un juif, un protestant et deux docteurs de Sorbonne, Leyde (i.e. Paris?), 1750.
- Biblia Hebraica, cum notis criticis et versione Latina ad notas criticas facta. Accedunt libri Græci qui deutero-canonici vocantur in tres classes distributi, Paris, chez Briasson et Durand, 1753/54 (4 vol. in-folio).
- Veteris Testamenti versio nova ad hebraicam veritatem facta, Paris, chez Briasson et Durand, 1753 (5 vol. in-8).
- Proverba, Ecclesiastes, Job, Avilly, 1763 (28 pages imprimées).
- Examen du Psautier français des RR. PP. Capucins, où l'on prouve 1° qu'ils ne doivent point prendre pour sujet ordinaire des Psaumes les Juifs captifs et maltraités par les Chaldéens, 2° qu'ils donnent une fausse idée de la langue sainte, et qu'ils en violent souvent les règles, La Haye, à Paris chez Fr. Didot le Jeune, 1764.
- Sermons de M. Sherlock, évêque de Londres, traduits de l'anglais, Lyon, chez Duplain, 1768.
- Ouvrages de feu M. Forbes, lord-président des Assises d'Édimbourg, contenant des pensées sur la religion naturelle et révélée, une lettre à un évêque, et des réflexions sur l'incrédulité, traduits de l'anglais avec des notes, Lyon, chez Berthoud, 1769.
- Ouvrages de M. Lesley contre les déistes et les juifs, avec les défenses, et un traité du jugement particulier et de l'autorité en matière de foi, traduits de l'anglais, Paris, chez Lottin l'Aîné, 1770.